# Crocodile Rock
Crocodile Rock (dt. „Krokodiltanz“) ist ein Musiktitel des britischen Sängers und Komponisten Elton John, der Liedtext wurde von Bernie Taupin geschrieben.
Für John war Crocodile Rock nicht nur die erste Nummer-eins-Single in den USA und Kanada, sondern auch Anlass einer Plagiatsklage gegen ihn und Taupin. 1974 ging der Anwalt Donald Barnett im Auftrag des Komponisten Buddy Kaye vor das US-Gericht von Los Angeles. Der Vorwurf lautete, aus dessen Lied Speedy Gonzales seien von John und Taupin unlizenziert Akkorde der Kopfstimme in Crocodile Rock kopiert worden. Die Parteien einigten sich allerdings außergerichtlich und freundschaftlich, woraufhin die Klage fallen gelassen wurde.

## Hintergrund
Die Geschichte handelt von einem jungen Mann in der Zeit des Rock ’n’ Roll der 1950er und 1960er Jahre, der regelmäßig ein Lokal besuchte, wo ein Tanz namens Crocodile Rock sehr beliebt war. Im Laufe der Jahre verlässt ihn jedoch seine Freundin, die ganz heiß („burning up“) auf den Crocodile Rock war, und der kleine Tanz gerät für immer in Vergessenheit.
John sagte später, Crocodile Rock enthalte zahlreiche Anspielungen auf den frühen Rock ’n’ Roll, der ihm selbst sehr gut gefallen habe, wie Little Darlin‘, At The Top und Oh! Carol, aber auch Titel von The Beach Boys und Eddie Cochran. Der Liedtitel selbst spielt mit dem des Bill-Haley-Stücks See You Later, Alligator, das Lied Rock Around the Clock wird sogar erwähnt, als ein Lied, das andere anhören. Den Tanz Alligator gab es im Gegensatz zum Crocodile Rock tatsächlich.
John wurde zitiert: „I wanted it to be a record about all the things I grew up with. Of course it’s a rip-off“ („Es sollte eine Stück über all die Sachen sein, mit denen ich aufgewachsen bin. Klar ist alles geklaut“).
Die Inspiration zur Komposition von Crocodile Rock kam John während einer Australientour. Er besuchte ein Konzert der damals führenden australischen Band Daddy Cool und er war von deren Hit Eagle Rock, die erfolgreichste Single des Jahres 1970 in Australien, sehr beeindruckt. Auf den Fotos des Albums Don’t Shoot Me I’m Only the Piano Player ist Taupin auf einem Foto zu sehen, als er eine Plakette mit der Schrift „Daddy Who?“ trägt.
John bezeichnete den Crocodile Rock als Einwegpop und Taupin äußerte in einem Interview 1989 gegenüber Music Connection, dass er den Menschen nicht wegen dieses Liedes in Erinnerung bleiben wolle. Es wäre ihm lieber, man würde sich an ihn wegen seiner Lieder mit einer Botschaft erinnern und nannte Candle In The Wind und Empty Garden als Beispiel. Crocodile Rock sei nur eine Popflocke gewesen, etwas Spaß in der damaligen Zeit.
Der Titel wurde im Juni 1972 im Musikstudio Château d‘Hérouville in Frankreich eingespielt, wo John vorher sein Album Honky Château aufgenommen hatte.

## Rezeption
In einem Song-Review schreibt Donald A. Guarisco von Allmusic: "Crocodile Rock ist ein starker Poprocker, der nostalgischen Retrorock mit energiegeladenen Glamrock mischt. Taupins Text begeistert mit einem feinen Rückblick auf die Rock ‚n‘ Roll-Zeit. Die atemraubende Popmelodie wandelt die tränenrührende Lyrik einer Ballade in ihr mitreißendes Gegenteil".

## B-Seite
Auf der Rückseite der Single befindet sich der Titel Elderberry Wine, der ebenfalls auf Don’t Shoot Me I’m Only the Piano Player veröffentlicht wurde.

## Besetzung
- Elton John – Gesang, Klavier, Farfisa-Orgel
- Davey Johnstone – E-Gitarre
- Dee Murray – Bassgitarre
- Nigel Olsson – Schlagzeug

## Produktion
- Gus Dudgeon – Produzent

## Kommerzieller Erfolg

### Chartplatzierungen
| ChartsChartplatzierungen       | Höchstplatzierung | Wochen/ Monate |
| ------------------------------ | ----------------- | -------------- |
| Deutschland (GfK)              | 3 (21 Wo.)        | 21 Wo.         |
| Österreich (Ö3)                | 6 (4 Mt.)         | 4 Mt.          |
| Schweiz (IFPI)                 | 1 (14 Wo.)        | 14 Wo.         |
| Vereinigte Staaten (Billboard) | 1 (17 Wo.)        | 17 Wo.         |
| Vereinigtes Königreich (OCC)   | 5 (14 Wo.)        | 14 Wo.         |

| ChartsJahrescharts (1973)      | Platzierung |
| ------------------------------ | ----------- |
| Deutschland (GfK)              | 21          |
| Schweiz (IFPI)                 | 7           |
| Vereinigte Staaten (Billboard) | 7           |

### Auszeichnungen für Musikverkäufe
| Land/Region                  | Auszeichnungen für Musikverkäufe (Land/Region, Auszeichnung, Verkäufe) | Verkäufe  |
| ---------------------------- | ---------------------------------------------------------------------- | --------- |
| Neuseeland (RMNZ)            | 2× Platin                                                              | 60.000    |
| Vereinigte Staaten (RIAA)    | Platin                                                                 | 2.000.000 |
| Vereinigtes Königreich (BPI) | Platin                                                                 | 600.000   |
| Insgesamt                    | 4× Platin ·                                                            | 2.660.000 |

Hauptartikel: Elton John/Auszeichnungen für Musikverkäufe